# Döhlen (Seelitz)
Döhlen ist ein Ortsteil der Gemeinde Seelitz im sächsischen Landkreis Mittelsachsen. Er wurde mit seinen Ortsteilen Neutaubenheim, Neudörfchen und Neuwerder am 1. März 1969 nach Seelitz eingemeindet.

## Geographie

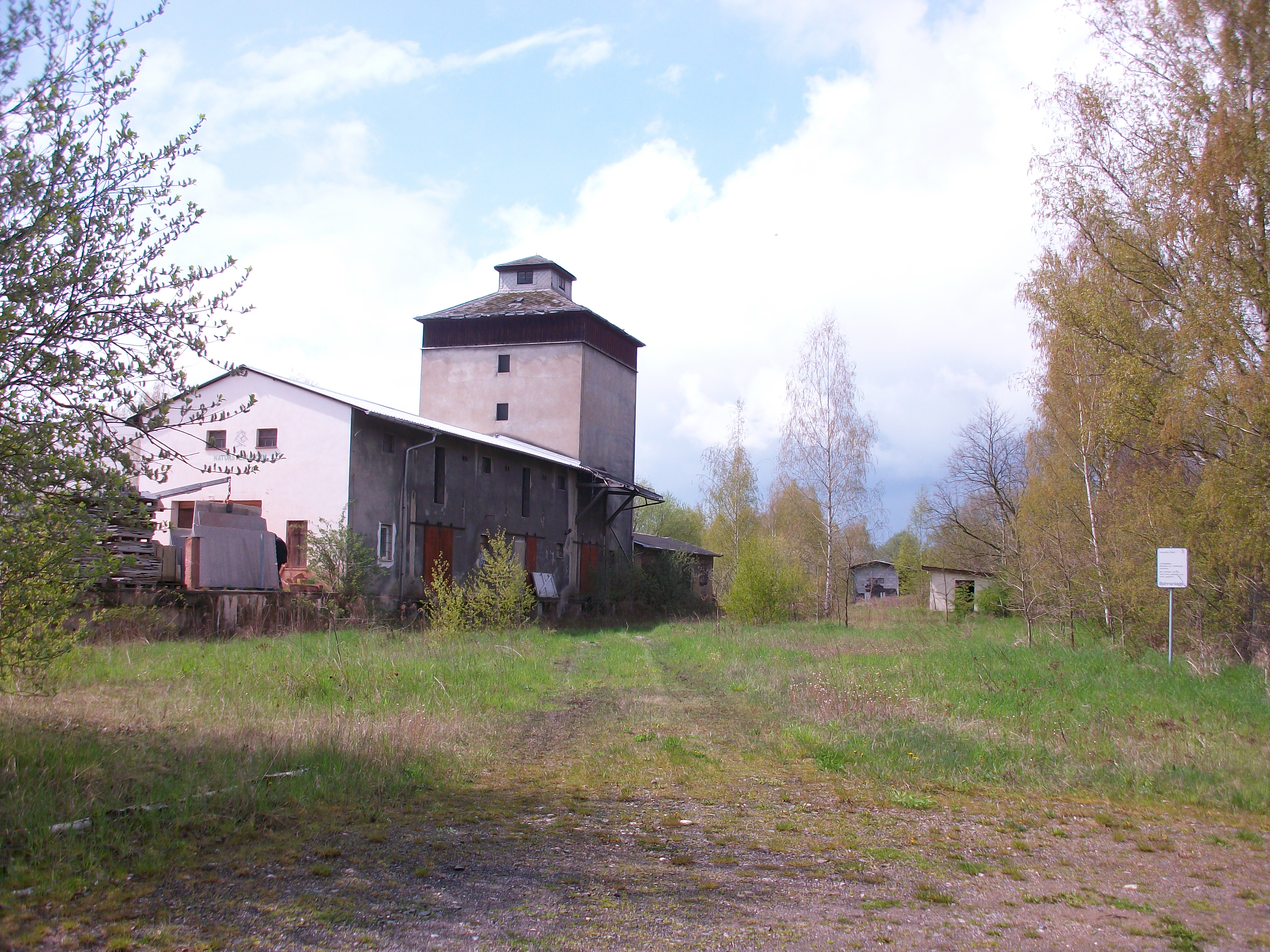
Ehemaliger Haltepunkt Döhlen (2016)

### Geographische Lage und Verkehr
Döhlen liegt im Norden der Großgemeinde Seelitz. In der Ortsflur liegen die Ortsteile Neutaubenheim, Neudörfchen und Neuwerder. Durch Döhlen fließt der Aubach, der westlich des Orts in die Zwickauer Mulde mündet. Zwischen dem Westteil von Döhlen im Süden und der Siedlung Neudörfchen im Norden befindet sich der Kötterner Porschel.
Zwischen 1893 und 1998 besaß Döhlen einen Haltepunkt westlich des Orts an der heute stillgelegten Bahnstrecke Rochlitz–Waldheim. An Döhlen führt westlich und nördlich die Bundesstraße 175 vorbei.

### Nachbarorte
|          | Köttern, Spernsdorf                         | Zschaagwitz |
| Rochlitz | Kompassrose, die auf Nachbargemeinden zeigt | Sachsendorf |
|          | Gröblitz                                    |             |

Der in der Ortsflur liegende Ortsteil Neutaubenheim bildet heute den östlichen Teil von Döhlen. Neudörfchen befindet sich in der nördlichen Ortsflur an der B175 und Neuwerder liegt in der nordwestlichen Ortsflur in Richtung Zschaagwitz.

## Geschichte

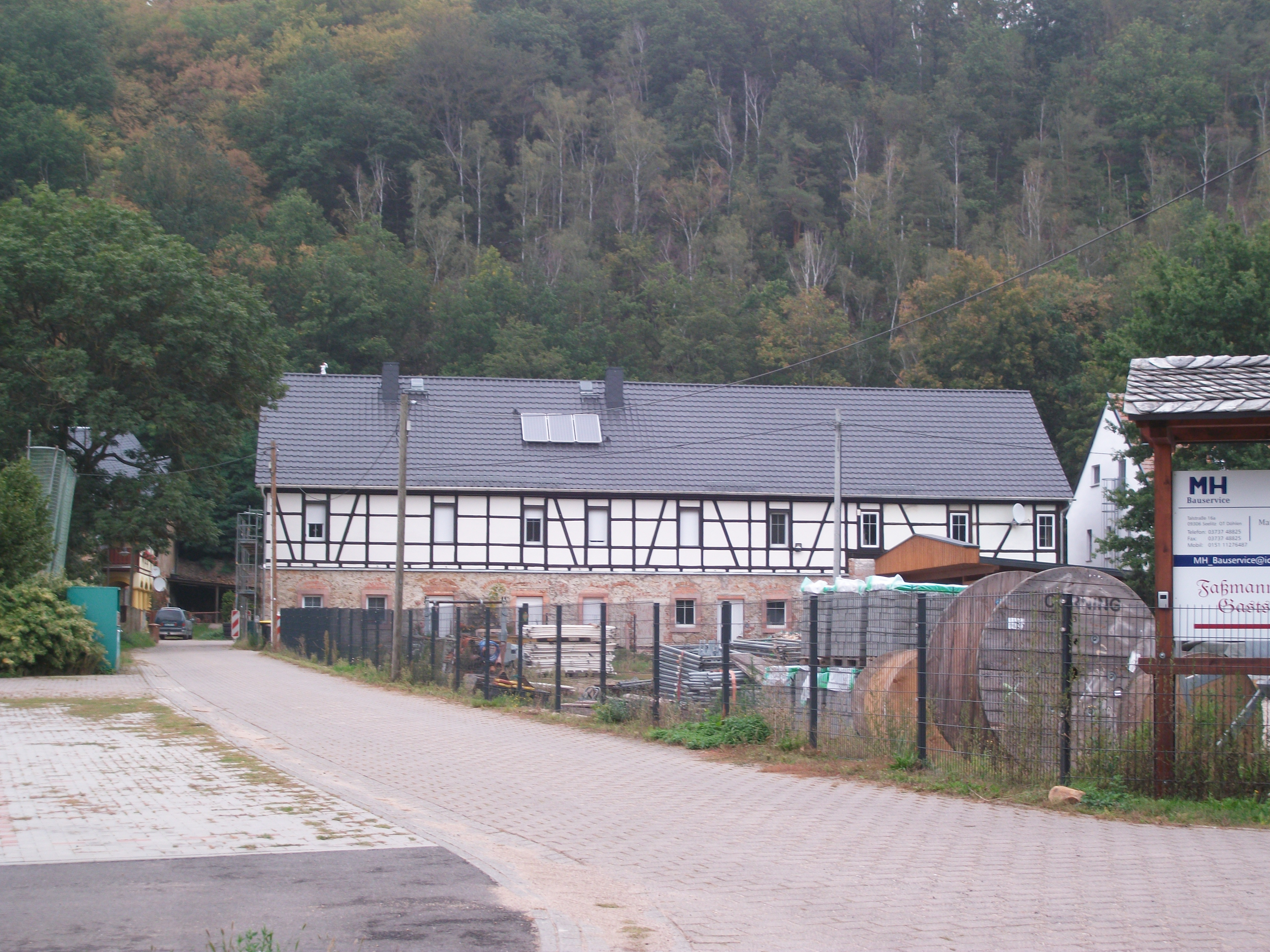
Fachwerkhaus in Döhlen

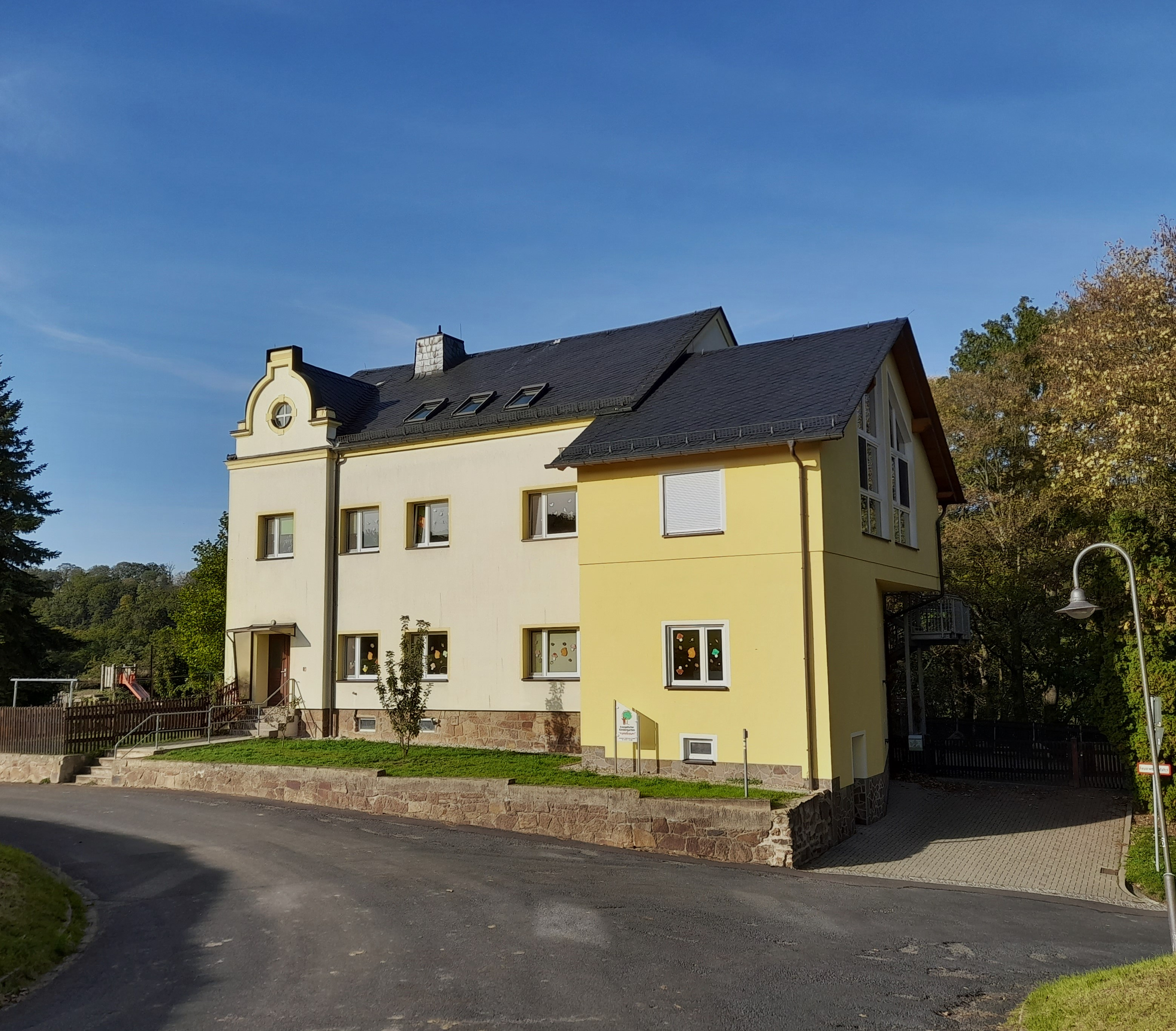
Evangelischer Kindergarten Apfelbaum in Döhlen (Seelitz)

Döhlen wurde erstmals im Jahr 1350 als „Dalen“ erwähnt. Ab 1445/47 ist im Ort ein Rittersitz erwähnt, welcher ab 1590 als Rittergut Döhlen belegt ist. Seit der zweiten Hälfte des 16. Jahrhunderts wurde dieses nach dem damaligen Besitzer von Taubenheim als „Neutaubenheim“ bezeichnet. Später besaßen dieses die Familien von Carlowitz, von Werther (auch: von Werder), von Haubitz, Koch und Knechtel. Östlich des Ritterguts Neutaubenheim wurde im Jahr 1728 vom damaligen Rittergutsbesitzer Adolf Friedrich von Werder die Häusergruppe „Neuwerder“ angelegt, die nach ihm benannt ist. Die Häusergruppe Neudörfchen in der nördlichen Döhlener Flur wurde hingegen schon 1590 erwähnt.
Bezüglich der Grundherrschaft gehörten Döhlen und die in der Ortsflur liegenden Siedlungen Neuwerder, Neudörfchen und der Gutsbezirk Neutaubenheim zum Rittergut Neutaubenheim. Sie lagen bis 1856 im kursächsischen bzw. königlich-sächsischen Amt Rochlitz. Kirchlich sind die Orte seit jeher nach Seelitz gepfarrt. Bei den im 19. Jahrhundert im Königreich Sachsen durchgeführten Verwaltungsreformen wurden die Ämter aufgelöst. Dadurch kamen Döhlen, Neudörfchen, Neuwerder und der Rittergutsbezirk Neutaubenheim im Jahr 1856 unter die Verwaltung des Gerichtsamts Rochlitz und 1875 an die neu gegründete Amtshauptmannschaft Rochlitz. Während Neudörfchen und Neuwerder bereits schon vor 1875 zu Döhlen gehörten, wurde der politisch selbstständige Rittergutsbezirk Neutaubenheim erst um 1922 nach Döhlen eingemeindet. Zwischen 1893 und 1998 führte die Bahnstrecke Waldheim–Rochlitz durch Döhlen. Westlich des Orts befand sich die Station „Döhlen (b Rochlitz/Sachs)“, welche zu DDR-Zeiten auch dem Güterverkehr des nahegelegenen Werks des VEB Orsta-Hydraulik Rochlitz und der Verladung landwirtschaftlicher Güter diente.
Durch die zweite Kreisreform in der DDR im Jahr 1952 wurde die Gemeinde Döhlen mit Neudörfchen und Neuwerder dem Kreis Rochlitz im Bezirk Chemnitz (1953 in Bezirk Karl-Marx-Stadt umbenannt) angegliedert. Am 1. März 1969 erfolgte die Eingemeindung nach Seelitz. Seit 1990 gehörten Döhlen, Neudörfchen und Neuwerder als Ortsteile von Seelitz zum sächsischen Landkreis Rochlitz, der 1994 im neu gebildeten Landkreis Mittweida und 2008 im Landkreis Mittelsachsen aufging.

## Kulturdenkmale
Für die Kulturdenkmale des Ortes siehe die Liste der Kulturdenkmale in Döhlen.